# 加爾多尼
加爾多尼（匈牙利語：Gárdony）是匈牙利費耶爾州的城鎮，位於該國中部，距離首府塞克什白堡17公里，面積63.50平方公里，2011年人口9,742，其中約一半居民信奉天主教。

## 姐妹城市
- 德国吉博尔德豪森
- 芬兰萨洛
- 奥地利基希巴赫
- 德国默伦巴赫
- 德国波斯特鲍埃尔-亨
- 英国斯特勞德
- 波兰扎雷

## 外部連結
- Gárdony.hu（页面存档备份，存于）
- Gárdony.lap.hu（页面存档备份，存于）